# Nicola Barbato
Nicola Barbato ou Nicolò Barbato (Kola Birbati en arbëresh; 5 octobre 1856 à Piana degli Albanesi - 23 mai 1923 à Milan) est un homme politique et médecin italien.
Membre de la communauté arberèche, militant du Parti socialiste italien, il est l'un des principaux responsables du mouvement populaire des Faisceaux siciliens.

## Biographie

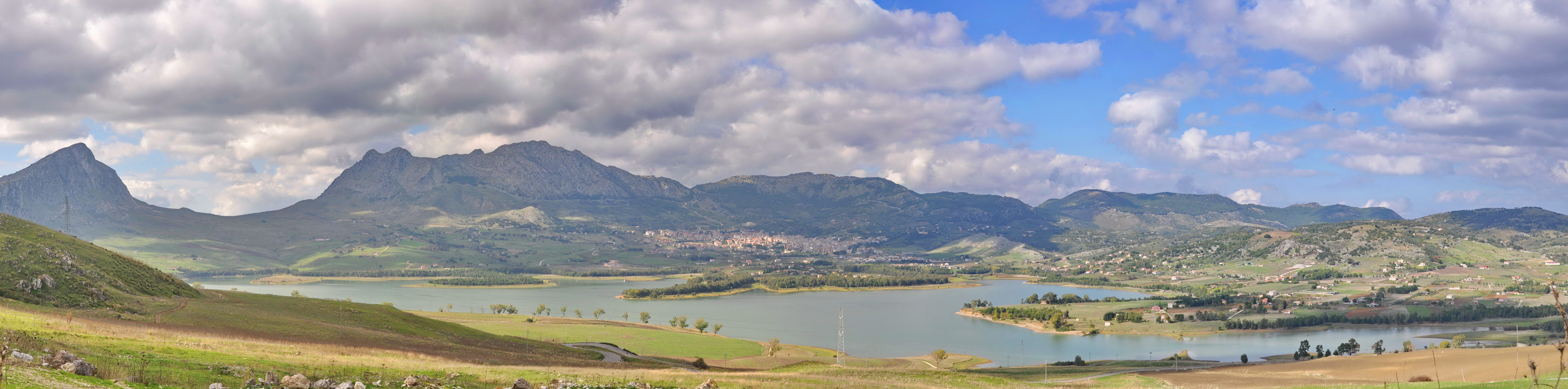
La commune de Piana degli Albanesi.

Nicola Barbato nait à Piana degli Albanesi (alors connu sous le nom Piana dei Greci) en 1856 de Giuseppe Barbato et Antonina Mandalà.
Après la mort de son père Giuseppe, Nicola doit arrêter ses études et retourner dans son village où il entre en contact avec les nouveaux idéaux révolutionnaires qui commençaient à se diffuser dans la région. Il adhère d'ailleurs au mouvement socialiste en 1878. Dans les mêmes années, il recommence son cursus universitaire et obtient son diplôme de médecin. Il exerce auprès de l'hôpital de Palerme en se dédiant particulièrement aux études de psychiatrie.
En 1890, il publie un article de psychiatrie à Palerme : Appunti sulla psicopatologia delle paranoie. Il collabore également au quotidien de tendance républicaine (l'Italie était alors une monarchie constitutionnelle) L'Isola, dirigé par Napoleone Colajanni.
En 1893, il participe au congrès des Faisceaux siciliens, mouvement populaire d'inspiration démocratique et socialiste apparu en Sicile entre les années 1889 et 1894, où il est nommé au Comité centrale de la province de Palerme avec Bernardino Verro et Rosario Garibaldi Bosco. En mars de la même année, il crée le faisceaux de Piana degli Albanesi qui était une des sections comptant le plus de membres.
Pour avoir participé à cette agitation populaire, il est arrêté par l’État italien et son procès a lieu le 26 avril 1894. Lors des élections législatives de mai 1895, la gauche investit à Palerme les leaders condamnés des faisceaux, dont Nicola Barbato qui est battu par Francesco Crispi dans la deuxième même s'il parvient à lui prendre un tiers des voix par rapport au scrutin précédent. Il ne sera finalement libéré que le 16 mars 1896 après une amnistie du Gouvernement di Rudinì II.
Alors que la majorité des socialistes palermitains, dont Tasca, Drago et Garibaldi Bosco, suit Leonida Bissolati, exclu du PSI pour son soutien à la guerre de Libye, au sein du Parti socialiste réformiste italien, Barbato demeure au PSI.
La reprise de ses activités politiques et du militantisme pour le Parti socialiste italien lui cause de nombreux problèmes notamment avec la police (qui le considère comme incitateur à la haine des classes) et avec le boss mafieux Francesco Cuccia auquel il s'oppose fermement. Après l'assassinat de son cousin Mariano Barbato ainsi que du maire socialiste Bernardino Verro par la mafia, le Parti socialiste le pousse à aller à Milan pour l'éloigner du danger.
Adversaire de la scission du parti en 1920 qui aboutit à la fondation du  Parti communiste d'Italie, il s'oppose également au socialiste réformateur Filippo Turati en maintenant une position autonome.
Nicola Barbato décède le 23 mai 1923 à Milan.

## Sources
- (it) Cet article est partiellement ou en totalité issu de l’article de Wikipédia en italien intitulé « Nicola Barbato » (voir la liste des auteurs).